# باشگاه فوتبال الاهلی (امان)
باشگاه فوتبال الاهلی (عربی: النادي الأهلي الرياضي الأردني) یک باشگاه فوتبال در شهر امان، اردن است.
این باشگاه که در سال ۱۹۴۴ تاسیس شده سابقه ۸ قهرمانی در لیگ برتر فوتبال اردن را در کارنامه دارد.